# ダンス・レボリューション ザ・ニュースタイル
『ダンス・レボリューション ザ・ニュースタイル』（原題：Honey 3: Dare to Dance）は、2016年に公開されたアメリカ合衆国制作のダンス映画。『ダンス・レボリューション』、『ダンス・レボリューション2』から続く3作目であり、前2作のストーリーとは無関係。監督は前2作と同じくビリー・ウッドラフ、出演はキャシー・ヴェンチュラとケニー・ウォーマルドなど。2016年9月6日にNetflix、DVD、ブルーレイの形式で公開された。本作は南アフリカ共和国のケープタウンで撮影された。
日本では、2017年6月21日にNBCユニバーサル・エンターテイメントジャパンからDVD（規格品番：GNBF-3779）が発売された。

## キャスト
| 役名                 | 俳優                     | 日本語吹き替え |
| -------------------- | ------------------------ | -------------- |
| メレア               | キャシー・ヴェンチュラ   | 木下紗華       |
| エリック             | ケニー・ウォーマルド     | 小松史法       |
| ナディーン           | デーナ・カプラン         | 三瓶由布子     |
| イシャーニ           | シーボ・ムランボ         | 行成とあ       |
| タージ               | クレイトン・エバートソン | 江川央生       |
| 日本語版制作スタッフ |                          |                |
| 字幕翻訳             | 字幕翻訳                 | 福本朋子       |
| 吹替翻訳             | 吹替翻訳                 | 徐賀世子       |

## スタッフ
- 監督：ビリー・ウッドラフ（英語版）
- 製作総指揮：マーク・プラット
- 製作：マイク・エリオット
- 脚本：キャサリン・シラン
- 音楽：マーク・キリアン
- 撮影：マイケル・クリアリー
- 編集：エリック・ポッター（英語版）

## DVD映像特典
1. 未公開シーン
2. ダンスシーン集
3. メイキング
4. ケープタウンの魅力
5. クラブでの撮影
6. 監督 ビリー・ウッドラフによる本編音声解説